# Pennisetum peruvianum
Pennisetum peruvianum là một loài thực vật có hoa trong họ Hòa thảo. Loài này được Trin. mô tả khoa học đầu tiên năm 1836.